# Liste der Monuments historiques in Oyonnax
Die Liste der Monuments historiques in Oyonnax führt die Monuments historiques in der französischen Gemeinde Oyonnax auf.

## Liste der Bauwerke
| Bezeichnung | Beschreibung | Standort                           | Kennzeichnung | Schutzstatus   | Datum | Bild           |
| ----------- | ------------ | ---------------------------------- | ------------- | -------------- | ----- | -------------- |
| Kraftwerk   | Erbaut 1905  | La Ville Rue Anatole-France (Lage) | PA00116445    | Classé Inscrit | 1988  | weitere Bilder |

## Liste der Objekte
- Monuments historiques (Objekte) in Oyonnax in der Base Palissy des französischen Kultusministeriums